# Manchester United WFC
Manchester United Women's Football Club is een Engelse vrouwenvoetbalclub die deel uitmaakt van Manchester United en sinds 2019 op het hoogste niveau in Engeland speelt, de FA Women's Super League. De club speelt zijn thuiswedstrijden in Leigh Sports Village in Manchester.

## Geschiedenis
Een vrouwenvoetbal initiatief gelinkt aan Manchester United ontstond reeds in de jaren 80, maar het zou nog jaren duren voordat het officieel omarmt werd door de club. In 2005 werd de vrouwenvoetbaltak van de club nog stilgelegd, net na de overname door de familie Glazer.
In 2018 maakte de Mancunians bekend de intentie te hebben weer een vrouwenvoetbalteam in competitie te brengen. Het huidige team werd op 28 mei 2018 opgericht en zou dat jaar deel uit gaan maken van de nieuw opgerichte FA Women's Championship. Oud-international Casey Stoney werd aangesteld als eerste hoofdtrainer van het team en begeleide de 21 speelsters in hun eerste seizoen naar het kampioenschap in het Championship. Hierdoor debuteerde het ruim een jaar na de oprichting op het hoogste niveau in het Engelse vrouwenvoetbal, de FA Women's Super League, waar het in het eerste seizoen op een vierde plaats eindigde.

## Erelijst
- FA Women's Championship:
  - Kampioen (1): 2019

## Overzichtslijsten

### Eindklasseringen
| Niveau | Competitie              | Seizoen | Resultaat |
| ------ | ----------------------- | ------- | --------- |
| 2      | FA Women's Championship | 2019    | 1e        |
| 1      | FA Women's Super League | 2020    | 4e        |
| 1      | FA Women's Super League | 2021    | 4e        |
| 1      | FA Women's Super League | 2022    | 4e        |